# Пески (Всеволожский район)
Пески́ — посёлок в Дубровском городском поселении Всеволожского района Ленинградской области, располагается на правом берегу реки Невы.

## Название
Название деревни происходит от находившихся на её территории песчаных копей: «Песок копался в Шлиссельбургском уезде в значительном количестве по обоим берегам р. Невы. Песчаные копи находились на надельных землях деревень Пески, Выборгская Дубровка». Также крестьяне деревни Пески служили наёмными рабочими на судах и пароходах, занимались рыболовством.

## История
Впервые упоминается на карте Санкт-Петербургской губернии прапорщика Н. Соколова 1792 года, как деревня Пески.
Деревня Пески упоминается также на карте окружности Санкт-Петербурга 1810 года.

ПЕСКИ — деревня принадлежит Казённому ведомству, жителей по ревизии: 35 м. п., 35 ж. п. (1838 год)

Деревня Пески упоминается на Плане генерального межевания Шлиссельбургского уезда.

ПЕСКИ — деревня Ведомства государственного имущества, по просёлкам, 13 дворов, 32 души м. п. (1856 год)

Число жителей деревни по X-ой ревизии 1857 года: 34 м. п., 43 ж. п..

ПЕСКИ — деревня казённая, при реке Неве, 19 дворов, 39 м. п., 43 ж. п. (1862 год)

Согласно подворной переписи 1882 года в деревне проживали 23 семьи, число жителей: 51 м. п., 61 ж. п., разряд крестьян — государственные.
В 1885 году, согласно карте окрестностей Петербурга, деревня насчитывала 14 дворов. Сборник Центрального статистического комитета за этот же год, описывал деревню так:

ПЕСКИ — бывшая государственная деревня Дубровской волости при реке Неве, дворов — 22, жителей — 95; часовня, лавка и трактир. (1885 год).

В 1909 году в деревне было 24 двора.
В конце XIX века деревня административно относилась к Ивановской волости 2-го стана Шлиссельбургского уезда Санкт-Петербургской губернии, в начале XX века — 1-го стана.
По административным данным 1933 года деревня Пески относилась к Выборгско-Дубровскому сельсовету.

План деревни Пески. 1939 год

В 1940 году деревня насчитывала 54 двора, на берегу Невы находилась часовня.
В годы войны в деревне располагались:
- хирургический полевой подвижный госпиталь № 739
- эвакуационный госпиталь № 3350[16]

По данным 1966, 1973 и 1990 годов посёлок Пески находился в административном подчинении Дубровского поселкового совета.
В 1997 году в посёлке проживали 56 человек, в 2002 году — 79, в 2007 году — 88.
В посёлке ведётся активное коттеджное строительство.

## География
Посёлок расположен в южной части района в конце автодороги 41К-067 (Новая Пустошь — Невская Дубровка).
Расстояние до административного центра поселения 3,5 км.
Посёлок находится на правом берегу Невы.

## Демография
| 2007 | 2010 | 2014 | 2015 | 2016 | 2017 | 2018 |
| ---- | ---- | ---- | ---- | ---- | ---- | ---- |
| 88   | ↗423 | ↗432 | ↗438 | ↗451 | ↗467 | ↗468 |
| 2019 | 2020 | 2021 | 2023 | 2024 | 2025 |      |
| ↗472 | ↗476 | ↗647 | ↗649 | ↘645 | ↘640 |      |

Национальный состав
По данным Всероссийской переписи населения 2021 года в посёлке проживали 647 человек, из них русские — 638, евреи — 2, корейцы — 2, узбеки — 1, остальные национальность не указали.

## Известные жители
В дореволюционные годы, несколько лет отдыхал на даче в Песках писатель М. М. Зощенко.

1895, май — сентябрь. Первое лето на даче в деревне Пески, недалеко от Шлиссельбурга, на Неве. Летом 1900 (или 1901) чуть не утонул.

## Фото

Посёлок Пески, вид на Неву. 2015 год
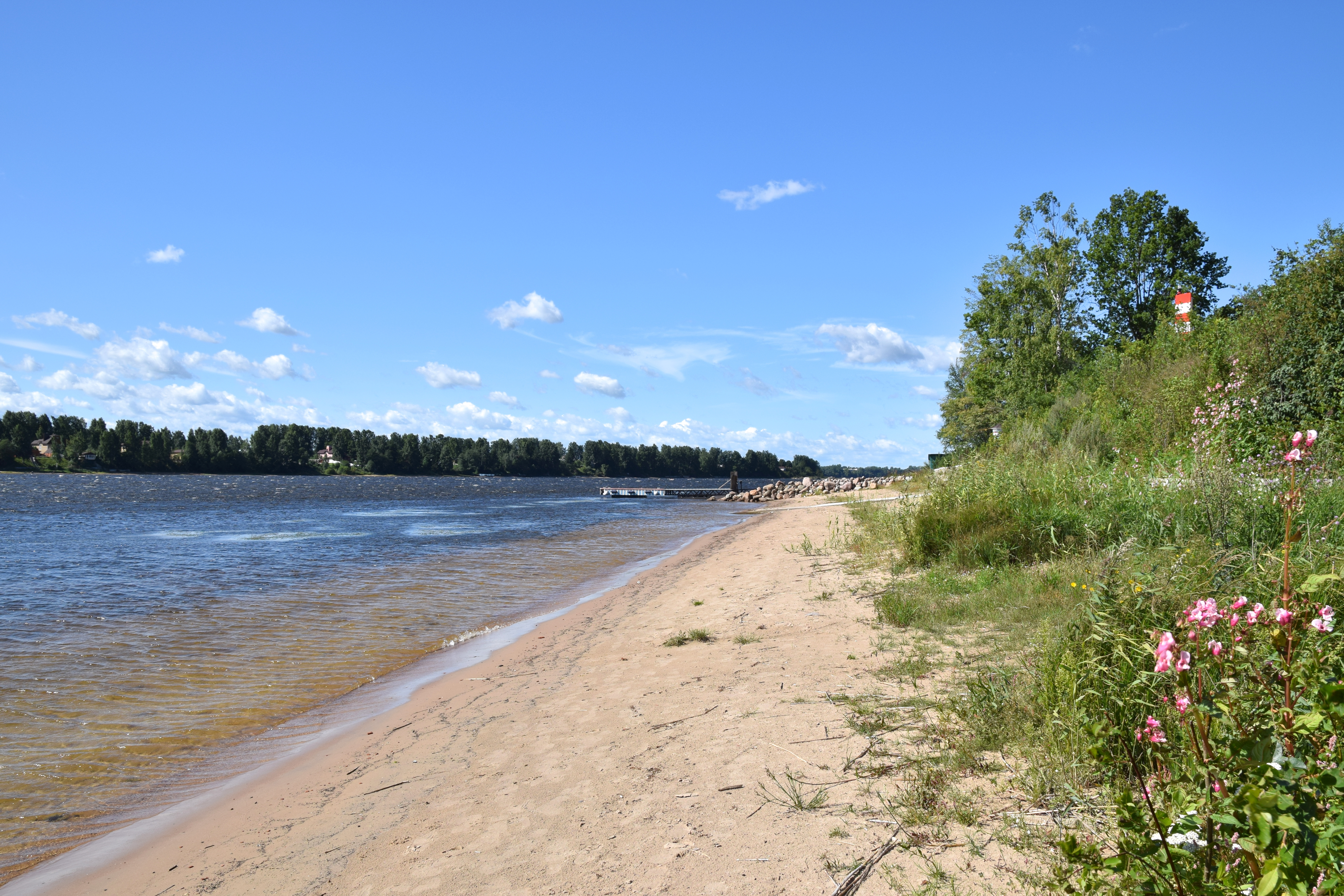
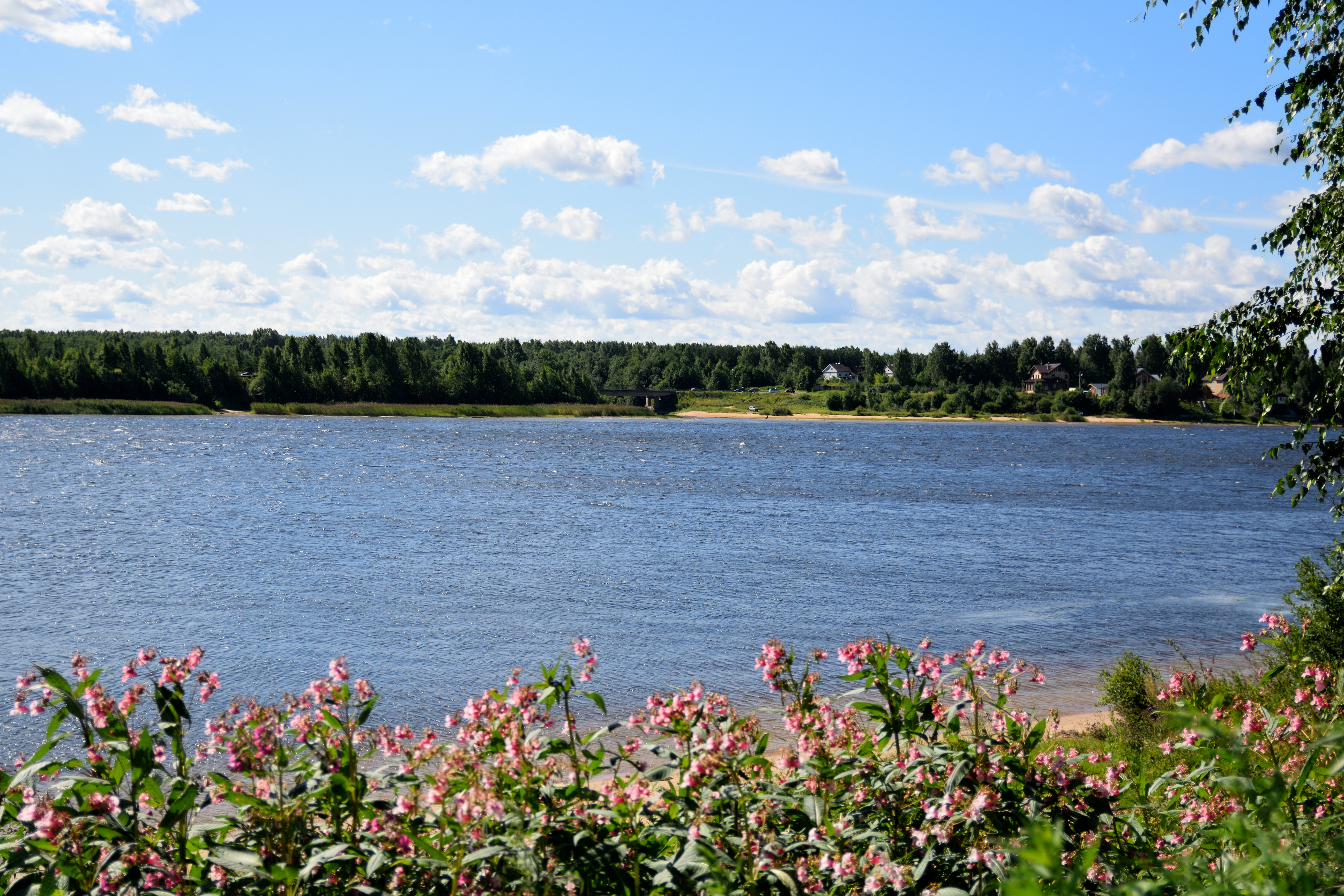

## Улицы
Большая, Генерала Краснова, Заречная, Зари, Кольцевая, Ладожская, Луговая, Михаила Зощенко, Оскаленко, Парковая, Пограничника Гарькавого, Садовая, Сиреневая, Счастливая, Цветочная, Центральная, Южная.